# آرارات قاریبیان
آرارات ساهاکی قاریبیان (ارمنی: Արարատ Սահակի Ղարիբյան؛  زادهٔ ۲۷ ژانویهٔ ۱۸۹۹ - درگذشته ۱ مارس ۱۹۷۷) زبان‌شناس، لغت‌شناس، استاد، آکادمیسین اهل ارمنستان بود.

## زندگی‌نامه
وی در ۲۷ ژانویهٔ ۱۸۹۹ در آیگزارد به دنیا آمد و از دانشگاه دولتی ایروان (۱۹۲۷) فارغ‌التحصیل گشت. وی عضو فرهنگستان ملی علوم ارمنستان بود. همچنین برندهٔ جوایزی همچون نشان پرچم سرخ کار، دانشمند شایسته ارمنستان شوروی () و جایزه دولتی ارمنستان شوروی () شده است. وی در ۱ مارس ۱۹۷۷ در سن ۷۸ سالگی در ایروان درگذشت.

## یادداشت
1. ↑  բանասիրական գիտությունների դոկտոր